# Hypoleria novaesi
Hypoleria novaesi är en fjärilsart som beskrevs av Ferreira D'almeida 1958. Hypoleria novaesi ingår i släktet Hypoleria och familjen praktfjärilar. Inga underarter finns listade i Catalogue of Life.